# Timothy Morton
Timothy D. Morton és un astrofísic estatunidenc de la Universitat de Princeton que treballa en l'estudi d'estadístiques demogràfiques de sistemes exoplanetaris i que ha descobert 1284 exoplanetes a partir de dades de la Missió Kepler de la NASA.
Morton es graduà a la Universitat Harvard el 2006 en física i astronomia, el curs 2006-07 impartí classes en un institut públic de Boston, el 2009 completà un màster a l'Institut Tecnològic de Califòrnia i s'hi doctorà el 2013 sota la direcció de John Asher Johnson. Des del 2013 és investigador a la Universitat de Princeton.
Morton dissenyà un programari (Vespa) de tractament de dades que permet identificar exoplanetes vertaders de falsos positius a partir de dades d'observacions de trànsits d'exoplanetes davant de la seva estrella. Ho aplicà a dades recollides per la Missió Kepler de la NASA i li permeté identificar com a exoplanetes a 1284 candidats i descartar-ne 428. L'article publicat el maig de 2016 a The Astrophysical Journal fou l'anunci del major descobriment d'exoplanetes en un sol treball i que permeté doblar el nombre de planetes extrasolars descoberts fins en aquesta data.